# Amours sous thérapie
Pour plus de détails, voir Fiche technique et Distribution.
Amours sous thérapie (The Shrink Is In) est un film américain réalisé par Richard Benjamin en 2001.

## Synopsis
Une jeune femme en mal d'amour se fait passer pour une psychiatre et reçoit la visite d'un patient qui n'est autre que son nouveau voisin, dont elle est tombée amoureuse. Elle mettra alors tout en œuvre pour le séduire...

## Fiche technique
- Titre français : Amours sous thérapie
- Titre original : The Shrink Is In
- Réalisation : Richard Benjamin
- Scénario : Alison Balian, Joanna Johnson
- Musique : David Lawrence, Marjorie Maye
- Société de production : Universal Pictures
- Pays :  États-Unis
- Durée : 87 minutes
- Date de diffusion : 1er novembre 2001

## Distribution
- Courteney Cox : Samantha Crumb
- David Arquette : Henry Popopolis
- David James Elliott : Michael
- Carol Kane : Docteur Louise Rosenberg
- Kimberley Davies : Isabelle
- Viola Davis : Robin
- Jon Polito : Juge Bob
- Chris Potter : Jonathon
- Ross Benjamin : Gerald
- Robert Alan Beuth : Homme dans l'ascenseur
- Gene Borkan : Postier
- David Bowe : Richard
- Richard Brooks Burton : Caméraman de l'hélicoptère
- Mirla Criste : Caissier de la boutique de cadeaux
- Barry Cutler : Patient #1
- Sean Christopher Davis : Officier en uniforme #1
- Pancho Demmings : Nick
- Billy Devlin : Officier en uniforme #2
- Bodhi Elfman : Charley
- Norman Fessler : Ralph
- Winifred Freedman : Madame Dopalla
- David Gibbs : Pilote de l'avion charter
- Michael Gabriel Goodfriend : Barman
- Ravil Isyanov : Dino
- Duane King : Patient du dentiste
- John Lantz : Capitaine de l'équipage
- Shanda Laurent : Latisha - Chauffeuse de bus
- Sonia Iris Lozada : Cliente
- Marc Lynn : Passagère
- Ziggy Marley : Lui-même
- Ralph P. Martin : Patient #3
- Stephen Mendillo : Docteur Marc
- Jeff Michalski : Docteur dans l'ascenseur
- Mindy Morgenstern : Infirmière dans l'aile psychiatrique
- Phil Parolisi : Homme dans l'ascenseur
- Shirley Prestia : Femme dans l'ascenseur
- Corinne Reilly : Employée
- Johnny Sanchez (en) : Homme de ménage
- Angela Shelton : Hôtesse de l'air
- James R.P. Stolper : Patient #2
- Stacey Stone : Hôtesse d'accueil du restaurant
- J. Karen Thomas : Hôtesse de l'air 1re classe